# 黃嘴大絲油鯰
黃嘴大絲油鯰，為輻鰭魚綱鯰形目長鬚鯰科的其中一種，分布於南美洲哥倫比亞及委內瑞拉的奧里諾科河流域，體長可達11.6公分，屬肉食性，生活習性不明。

## 擴展閱讀
維基物種上的相關：黃嘴大絲油鯰